# 愛と哀しみの果て
『愛と哀しみの果て』（あいとかなしみのはて、Out of Africa）は、1985年公開のアメリカ映画。配給会社はユニバーサル映画で、監督はシドニー・ポラック。主演はメリル・ストリープ、ロバート・レッドフォード。原作は1937年に出版されたアイザック・ディネーセン『アフリカの日々』でカート・リュードックが脚色。
第58回アカデミー賞作品賞ならびに第43回ゴールデングローブ賞ドラマ部門作品賞受賞作品。

## ストーリー
物語は1913年のデンマーク、裕福だが未婚のカレン・ディネーセンが、友人のブロル・ブリクセン男爵に「便宜上の結婚」を申し入れるところから始まる。ブロルは貴族社会の一員であるものの、経済的に不安定になっていたため結婚に同意し、2人はアフリカに移住して酪農場を始めることを計画する。
英領東アフリカへの到着時、カレンはブロルとの簡単な結婚式を挙げ、ブリクセン男爵夫人となる。カレンは、様々な植民地の住人たち（多くは英国人）と出会い、友人となる。また、大物を獲るハンターのデニス・フィンチ・ハットンとも出会い、親密になっていく。しかし、ブロルが酪農場ではなくコーヒー農場を買うためにカレンのお金を使ってしまい、物事は彼女の期待していたものとは異なっていく。ブロルは、コーヒー農場に対しても本気を示さず、代わりにハンターになりたいと思っているのだった。便宜上の結婚であったとはいえ、カレンはブロルを想うようになるのだが、彼の浮気を知り悩まされる。さらに悪いことに、カレンはそんな夫のために（当時、命に関わる病だった）梅毒に罹ってしまい、デンマークに戻ることを余儀なくされてしまう。新薬サルバルサンによる長く辛い治療が必要であった。ブロルは彼女がいない間、農場の世話をすることに同意した。
カレンが回復してアフリカに戻った後、第一次世界大戦は終わりを迎えようとしていた。しかし、浮気性のブロルとカレンの結婚生活が変わらないのは明らかで、ついにカレンは、ブロルに家から出ていくことを求める。それからカレンとデニス・フィンチ・ハットンとの仲が深まり、2人は恋人同士になる。カレンは、2人の間を継続的な関係にしようと試みるが、やがてデニスのことを、まるでアフリカそのもののように、手にすることも手なずけることもできない人なのだと知る。デニスは、ぜいたく・所有・肩書きといったヨーロッパの習慣よりも、雄大な土地で牧畜生活を営むマサイ族の自由で素朴なアフリカを好んでいた。デニスはカレンの家に移ってきたが、カレンの、物や人までも「所有」したいという欲望を批判し、結婚することも自由な生き方をやめることも拒否し、ただ一枚の紙切れに過ぎない結婚が、デニスの彼女への愛を増やすことにはならない、と話す。カレンはそれを認めざるを得なかった。梅毒によって自らの子供を産めなくなったカレンは、学校を創って、読み書き・算数・多少のヨーロッパ式の習慣を、その地域の部族の子供たちに教えることを決めた。しかし、コーヒー農場は経済的困難に陥り、やりくりするために銀行の融資に頼らざるを得なくなる。農場は、始めてから数年が掛かったが、ついに良い収穫を上げるに至った。しかし壊滅的な火災が起こり、農場・作物・すべての工場設備が燃やし尽くされてしまった。
無一文になって、またデニスとの恋人関係も終わり、英領東アフリカが植民地ケニアとなる中、カレンはアフリカを離れデンマークの故郷に戻る用意を始める。カレンは、家を空っぽにして、自分のすべての贅沢品を慈善バザーに供出する。空っぽになった家に、その夜デニスが訪れ、2人は最後のダンスを踊った。デニスは、数日後にはまた戻ってきて、カレンの帰国の旅の出発点となるモンバサまで、彼の飛行機で送ると約束した。しかしデニスが戻ることはなく、飛行機が墜落して死んでしまったということを、カレンはブロルから聞かされる。全てを失い、カレンはンゴング・ヒルズでの葬儀に参列する。亡くなったデニスに代わって、カレンの召使いの長であるファラが、カレンをモンバサ行き列車に乗る駅へと送った。
カレンは後に作家・語り手となり、再びアフリカに戻ることはなかったが、アフリカでの経験について執筆した。

## キャスト
| 役名                       | 俳優                             | 日本語吹替                                            | 日本語吹替                                                                                                |
| 役名                       | 俳優                             | 日本テレビ版                                          | ソフト版                                                                                                  |
| -------------------------- | -------------------------------- | ----------------------------------------------------- | --- |
| カレン・ブリクセン         | メリル・ストリープ               | 池田昌子                                              | 萩尾みどり                                                                                                |
| デニス・フィンチ・ハットン | ロバート・レッドフォード         | 野沢那智                                              | 古川登志夫                                                                                                |
| ブロル・ブリクセン男爵     | クラウス・マリア・ブランダウアー | 荻島真一                                              | 堀内賢雄                                                                                                  |
| バークレー・コール         | マイケル・キッチン               | 富山敬                                                | 大川透 |
| ファラ                     | マリック・ボーウェンズ           | 肝付兼太                                              | 伊藤和晃                                                                                                  |
| ”D”、デラメア男爵          | マイケル・ガフ                   | 大木民夫                                              | 有川博 |
| カマンテ                   | ジョセフ・シアカ                 |                                                       | 川村拓央                                                                                                  |
| デラメア夫人               | ミュリエル・グロス               | 翠準子                                                | |
| 総督                       | グレアム・クロウデン             | 北村弘一                                              | |
| ベルフィールド伯爵夫人     | レイチェル・ケンプソン           |                                                       | |
| フェリシティ               | スザンナ・ハミルトン             | 神代智恵                                              | |
| その他                     | N/A                              | 池田勝 鈴木清信 上田敏也 岡のりこ 仲木隆司 喜多川拓郎 | 林真里花 中澤やよい 稲葉実 川島得愛 飯島肇 城山堅 津田英三 平野稔 佐々木敏 定岡小百合 よのひかり 世古陽丸 |
|                            |                                  |                                                       | |
| 演出                       |                                  | 山田悦司                                              | 松岡裕紀                                                                                                  |
| 翻訳                       |                                  | 森みさ                                                | 中村久世                                                                                                  |
| 調整                       |                                  | 小野敦志                                              | |
| 効果                       |                                  | リレーション                                          | |
| 選曲                       |                                  | 東上別符精                                            | |
| 録音                       |                                  | アオイスタジオ                                        | |
| 制作                       |                                  | 東北新社                                              | ACクリエイト                                                                                              |

日本テレビ版：初回放送1989年4月21日『金曜ロードショー』
ソフト版：スペシャル・エディション版DVD、ブルーレイディスクにのみ収録

## 日本語字幕
戸田奈津子（劇場公開版、映像ソフト版）、深沢三子（NHK-BS版）

## 受賞
第58回アカデミー賞
受賞
- 作品賞[3]
- 監督賞（シドニー・ポラック）[3]
- 脚色賞（カート・リュードック）
- 作曲賞（ジョン・バリー）
- 録音賞（クリス・ジェンキンス、ゲイリー・アレクサンダー、ラリー・ステンスヴォルド、ピーター・ハートフォード）
- 美術賞（スティーヴン・グライムズ (美術)、ジョシー・マッカヴィン (装置)）
- 撮影賞（デヴィッド・ワトキン）

ノミネート
- 主演女優賞（メリル・ストリープ）
- 助演男優賞（クラウス・マリア・ブランダウアー）
- 編集賞（ペンブローク・J・ヘリング、シェルドン・カーン、フレドリック・スタインカンプ、ウィリアム・スタインカンプ）

第43回ゴールデングローブ賞
- 作品賞（ドラマ部門）、助演男優賞（クラウス・マリア・ブランダウアー）、作曲賞

AFI
- 2002年：情熱的な映画ベスト100 - 100 Passions　13位
- 2005年：映画音楽ベスト100 - Film Scores　15位

## 備考
撮影は実際にケニアのナイロビ郊外にあるンゴング・ヒルズ（英語版）の近辺にあるカレン（英語版）/ ランガタ（英語版）地区で行われた。また、作中に登場する“アフリカの大自然の風景”は、ケニアのチユル・ヒルズ（英語版）で撮影されたものである。なお、デンマークが舞台のシーンはイングランドのサリーで撮影されている。
カレンが連れている猟犬はスコティッシュ・ディアハウンドである。